# Angamaly
Angamaly (Malayalam: അങ്കമാലി Aṅkamāli [ˈaŋɡəmaːli]) ist eine indische Stadt im Distrikt Ernakulam im Bundesstaat Kerala, 33 km nördlich von Ernakulam. Sie hat etwa 33.000 Einwohner (Zensus 2011). Angamaly gilt als der historische Sitz des ostkirchlichen Metropoliten der Thomaschristen und erscheint deshalb im Titel des malabarisch-katholischen Großerzbischofs und des syrisch-orthodoxen „Katholikos von Indien“.
Die Municipality ist in 30 Wards gegliedert.

## Verkehr
Angamaly ist mit allen Verkehrsmitteln gut verbunden. Der internationale Flughafen Cochin befindet sich in der Nähe von Angamaly.
Der Bahnhof von Angamaly, an dem alle wichtigen Züge halten, dient als wichtiger Verbindungspunkt für Menschen von der Ostseite des Distrikts zum Rest des Landes. Es wird eine Eisenbahnlinie von Angamaly nach Sabarimala vorgeschlagen, die die Hochgebirge mit dem Tiefland verbindet. Die Fortschritte bei der Fertigstellung der neuen Linie sind aufgrund verschiedener regionaler und politischer Probleme nur langsam zu verzeichnen. Die U-Bahn von Kochi wird in der nächsten Etappe auf Angamaly ausgedehnt.
Der National Highway 544, der Kanyakumari mit Salem verbindet, führt durch Angamaly. Das NH 17, das Kochi und Mumbai verbindet, liegt 20 Kilometer von Angamaly entfernt. Die Hauptstraße (M.C. Road), die Zentral-Kerala mit der Hauptstadt von Kerala verbindet, dient als wichtige Straße, die viele Städte im Osten des Bundesstaates verbindet.
'Manjaly thodu', das durch Angamaly fließt, war eine wichtige Wasserstraße, und Angadikadavu in der Nähe der alten Kirche war in früheren Zeiten ein wichtiges Handelszentrum, in dem Gewürze, Reis, Bambus und andere landwirtschaftliche Produkte und Bergprodukte in den alten Hafen von Muziris geschickt wurden. Manjaly Thodu ist Teil des neuen National Waterways-Programms und wird weiterentwickelt.

## Kultur
Angamali ist reich an kulturell bedeutenden Orten und Andachtszentren. Es gibt viele Kirchen, die Jahrhunderte alt sind, mit gut definierten Fresken und anderen Wandgemälden, die auch bestimmte historische Treffen und Entscheidungen bezeugen, die das moderne Christentum in ganz Indien geprägt haben.
Größte Kirche ist die Basilika St. Georg. Diese katholische Kirche im Herzen der Stadt gilt als die größte ihrer Art in Indien. Die Heiligtümer Vembiliyam Mahadev-Tempel, Paddupusha Bhagavathi-Tempel, Thirunayathodu-Tempel, Krishnaswamy-Tempel, Venguru-Tempel, Kidangooru-Tempel, Kothakulangara-Tempel, Jain-Tempel, Elavuru Tempel und Muzhikulam Tempel sind alle hinduistische Pilgerzentren in der Nähe von Angamaly.
Es gibt auch mehrere Krankenhäuser und Bildungseinrichtungen in der Region.

## Wirtschaft
Angamaly hat am südlichen Ende ein staatliches Industriegebiet mit zahlreichen renommierten Fabriken. Die Kerala State Bamboo Corporation Ltd. hat ihren Hauptsitz in Angamaly. In der Umgebung gibt es mehrere kleine Cracker-Produktionseinheiten.